# 미호촌 (나가노현)
미호촌(三穂村)은 나가노현 시모이나군에 있던 촌이다. 현재의 이다시 남서부에 해당한다.

## 역사
- 1889년 4월 1일 - 정촌제 시행에 의해 3촌의 구역을 확장해 성립하였다.
- 1956년 9월 30일 - 이다시, 자코지촌, 다쓰오촌, 마쓰오촌, 이가라촌, 야마모토촌, 모히사카타촌과 합병해 새로운 이다시가 성립하여, 동일 미호촌은 폐지되었다.

## 교통

### 철도
- 일본국유철도
  - 이다선

### 도로
- 국도 제151호선

## 참고문헌
- 角川日本地名大辞典 20 長野県